# Пятидесятническая церковь «Елим»
Пятидесятническая церковь «Елим» — христианская церковь в Великобритании и Ирландии. Объединяет 145 тыс. прихожан в более 600 церквах. Крупнейшей общиной церкви является Кенсингтонский храм в Лондоне, насчитывающий 17 тыс. членов.
Церковь относится к группе пятидесятников двух благословений. Штаб-квартира организации расположена в городе Малверн, графство Вустершир.
Название церкви восходит к наименованию библейского оазиса Исх. 15:27, Чис. 33:9.

## История
У истоков церкви «Елим» стоял валлийский евангелист Джордж Джеффрис (1889—1962). Участники «уэльского пробуждения», Джордж и его брат Стивен (1876—1943), в 1910 году пережили пятидесятнический опыт крещения Духом Святым. В 1915 году в Монахане Джордж организовал евангелизационную группу «Елим». Именно 1915 год считается годом рождения движения «Елим». В 1916 году группа начала первую общину в Белфасте, а в 1920 году в Ирландии было уже 15 церквей. В этом же году церковь отправила своего первого миссионера в Африку. В 1921 году была организована первая община в Англии.
В 1929 группа церквей стала известна как «Елимский альянс четырёхстороннего Евангелия». Данное название является юридическим наименованием церкви до сих пор. Название отображает четыре стороны служения Иисуса Христа — Спасителя, Крестящего Духом Святым, Целителя и грядущего Царя. Джордж Джеффрис провёл свыше 50 массовых евангелизационных кампаний. На одной из них, в Бирмингеме, 10 тыс. человек заявили о своём покаянии. Миссионерская поездка братьев Джеффрис в Швейцарию в 1934 году привела к образованию там «Союза евангелических церквей возрождения». В 1934 году административная власть в церкви перешла от Джеффриса к Исполнительному комитету. Впоследствии, на почве доктринальных разногласий, Джеффрис покинул движение.
После Второй мировой войны движение сделало акцент на массовые уличные евангелизации. Численность общин, входящих в движение «Елим» продолжало возрастать: в 1948—220, в 1962—300. С 1980-х годов «Елим» уделяет повышенное внимание социальному и гуманитарному служению.
В ночь на 23 июня 1978 года восемь британских миссионеров и четверо маленьких детей (в том числе 3-недельный младенец), связанных с миссией «Елим» в Родезии, были заколоты штыками до смерти повстанцами ЗАНУ.
К 1985 году пятидесятническая церковь «Елим» объединяла 390 общин, 500 пасторов и 30 тыс. членов в Великобритании.
В настоящее время церковь поддерживает партнерские отношения с 9 тыс. пятидесятническими общинами из 40 стран мира.

## Вероучение

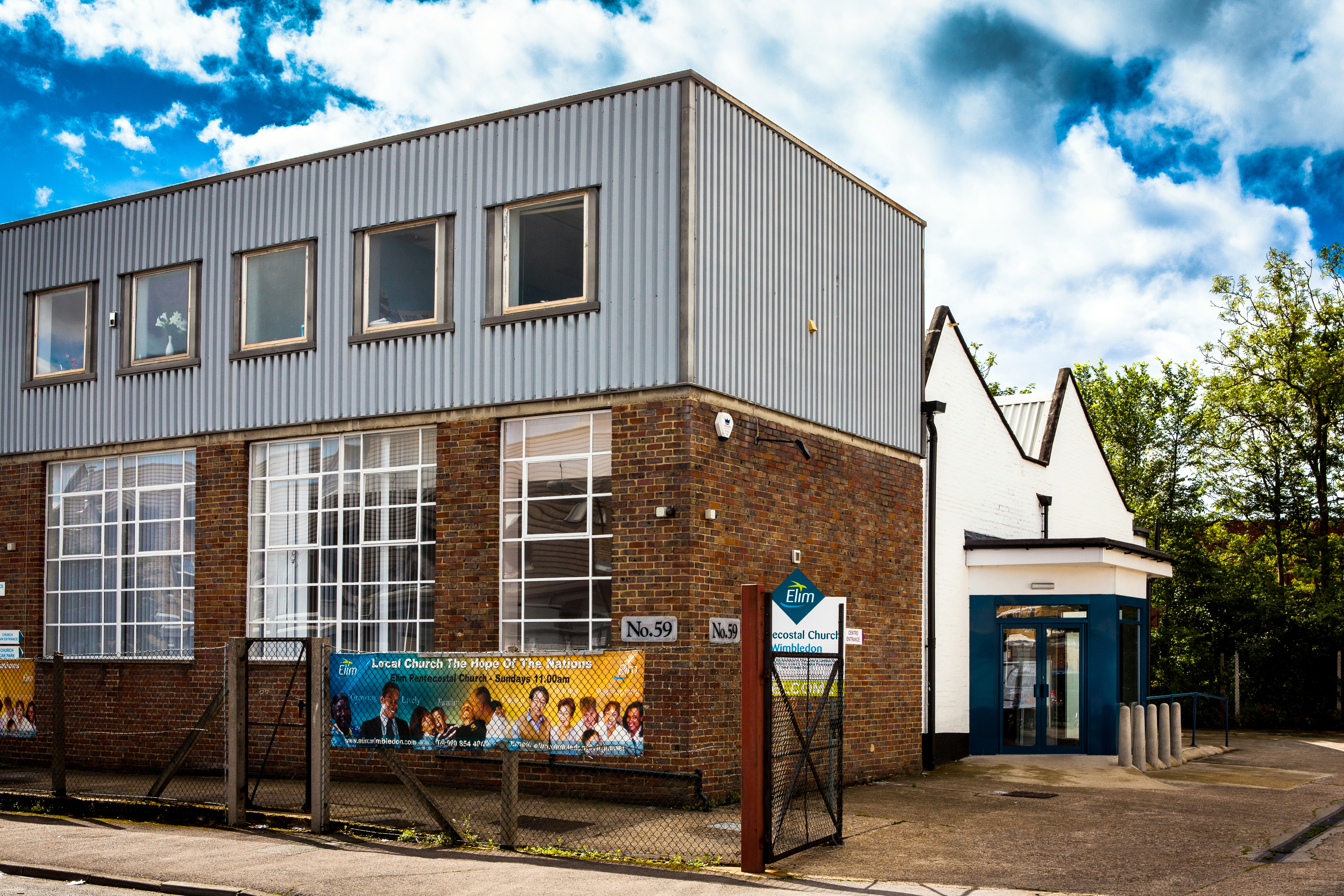
Церковь «Елим» в Уимблдоне

Как и большинство пятидесятников, верующие движения «Елим» настаивают на необходимости «рождения свыше» и освящения. Фундаментальные доктрины церкви заявляют о богодухновенности Библии и триединстве Бога, греховности человека и необходимости спасения. Среди таинств признается водное крещение и причастие.
В отличие от большинства традиционных пятидесятников, вероучение движения «Елим» не утверждает, что говорение на иных языках является отличительным свидетельством крещения Духом Святым.
Церковь управляется ежегодно проводимой Конференцией служителей и мирян. Конференция избирает Исполнительный совет и генерального суперинтендатна (управляющего). С 2000 года генеральным суперинтендантом церкви является Джон Гласс.

## Персоналии
Прихожанином Пятидесятнической церкви «Елим» является Первый министр Северной Ирландии Питер Робинсон.